# Wohn- und Geschäftshaus Hafenstraße 153

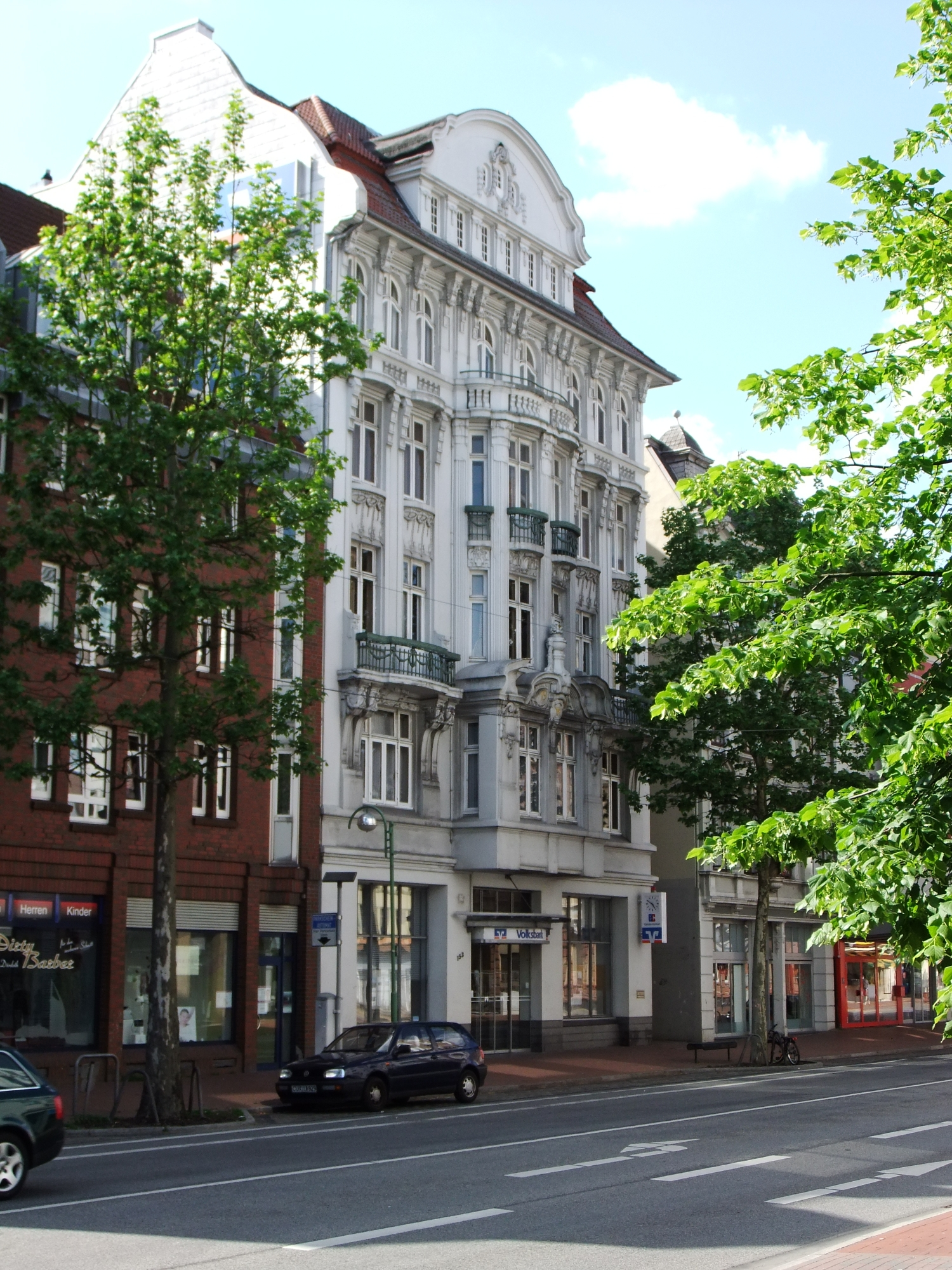
Hafenstraße 153

Das Wohn- und Geschäftshaus Hafenstraße 153 in Bremerhaven-Lehe, Hafenstraße 153, entstand 1909 nach Plänen von Adolf Fischer, Lehe.
Das Gebäude steht seit 1980 unter Bremer Denkmalschutz.

## Geschichte
Durch das 1827 gegründete Bremerhaven, heute Stadtteil Mitte, wuchs die benachbarte, selbständige, preußische Gemeinde Lehe rasant. In der Hafenstraße wurden zunächst vornehmlich zwei- und dreigeschossige Häuser gebaut und sie war bald die Hauptstraße in Lehe. Um die Einmündung zur Rickmersstraße entwickelte sich ein zentrales Einkaufs- und Geschäftszentrum.

Das fünfgeschossige, verputzte Wohn- und Geschäftshaus mit einem Mansarddach und dem zweigeschossigen Giebelaufsatz von 1909 im Stil des Neobarocks ragte damals deutlich aus der dreigeschossigen Nachbarbebauung hervor. Der Bauherr Heinrich Waller (1856 – 1936) betrieb ein großes Möbelhaus mit eigener Tischler- und Polsterwerkstätte. 1919 verkaufte Waller das Haus an den Kaufmann Carl Kammerscheidt, der das Haus bereits 1920 veräußerte, aber im Hinterhof das Möbelgeschäft weiter betrieb. Der Käufer Heinrich Behnke hatte hier nun sein Schuhgeschäft, das er zuvor seit um 1900 an anderer Stelle in der Hafenstraße betrieb. Die Drogerie Rogge befand sich im Nachbarhaus und dem folgte das Kaufhaus Ramelow, welches 1944 nach einem Bombentreffer ausbrannte. Nach 1927 – als Wesermünde entstand – wurde die Hafenstraße verlängert und das Haus erhielt die neue Hausnummer 153 (bisher 64).
1945 gehörte die Stadt zur Amerikanischen Besatzungszone. In dem beschlagnahmten Haus wurde eine Bibliothek für die amerikanischen Soldaten (GI’s) eingerichtet. Die Amerikaner gaben das Haus 1949 an die Familie Behnke zurück, die es 1950 umbauten und wieder als Schuhladen betrieben, bald danach mit einer Sportabteilung. 1962 erfolgte ein weiterer Umbau mit einer kleinen Passage. 1993 wurde das Schuhgeschäft mit der prägenden Reklameschrift Salamander aufgegeben. Die Volksbank Unterweser, später Volksbank eG Bremerhaven-Cuxland, kaufte das Haus, entfernte die Passage und das Vordach und im Inneren entstand eine Schalterhalle. 2014 war eine erneute Sanierung des Gebäudes notwendig.
2018 erhielten die Bauherren des Hauses und deren Architekt Wiedenroth den Bundespreis für Handwerk in der Denkmalpflege 2018 (1. Preis), verliehen durch die Deutsche Stiftung Denkmalschutz und überreicht in Bremen durch Bürgermeister Carsten Sieling (SPD), Steffen Skudelny von der Stiftung und Holger Schwannecke vom Zentralverband des Deutschen Handwerks.